# Albumy numer jeden w roku 1990 (Węgry)
Rok 1990 był pierwszym, w którym funkcjonowała lista najlepiej sprzedających się albumów na Węgrzech, Top 40 album- és válogatáslemez-lista.

## Historia notowania
| Data publikacji | Album             | Wykonawca | Źródło |
| --------------- | ----------------- | --------- | ------ |
| 29 października | Dóra              | Dóra      | [ 1 ]  |
| 5 listopada     | Dóra              | Dóra      | [ 2 ]  |
| 12 listopada    | Dóra              | Dóra      | [ 3 ]  |
| 19 listopada    | Dóra              | Dóra      | [ 4 ]  |
| 26 listopada    | Dóra              | Dóra      | [ 5 ]  |
| 3 grudnia       | Dóra              | Dóra      | [ 6 ]  |
| 10 grudnia      | Tinédzser l’amour | Szandi    | [ 7 ]  |
| 17 grudnia      | Tinédzser l’amour | Szandi    | [ 8 ]  |
| 24 grudnia      | Tinédzser l’amour | Szandi    | [ 9 ]  |